# Lycaena arcas
Lycaena arcas är en fjärilsart som beskrevs av Fabricius 1787. Lycaena arcas ingår i släktet Lycaena och familjen juvelvingar. Inga underarter finns listade i Catalogue of Life.